# Stack Bundles
Stack Bundles, właściwie Rayquon Elliot (ur. 1983, zm. 11 czerwca 2007 w Nowym Jorku) – amerykański raper.
Współpracował między innymi z DJ Clue, Fabolousem i Joe Buddenem. Po podpisaniu kontraktu z Diplomat Records nagrywał jako członek grupy Byrd Gang. Uczestniczył w nagrywaniu albumu rapera Jima Jonesa – Hustler’s P.O.M.E. (Product of My Environment), oraz pracach przy płycie okolicznościowej The Dipset Xmas.
Zmarł 11 czerwca 2007, w szpitalu, po otrzymaniu dwóch strzałów w szyję i głowę, około godziny 5:00 nad ranem, pod swoim domem w nowojorskiej dzielnicy Queens. Muzyk miał 24 lata. Według ustaleń policji raperowi skradziono jedynie łańcuch, który nosił na szyi. W hołdzie zabitemu koledze inny znany amerykański raper – Lupe Fiasco – zamieścił w Internecie otwarty list skierowany do zmarłego.